# Đạo luật bản quyền thiên niên kỷ kỹ thuật số
Đạo luật bản quyền thiên niên kỷ kỹ thuật số (tên gốc:Digital Millennium Copyright Act, DMCA) là luật bản quyền năm 1998 của Hoa Kỳ thực hiện hai hiệp ước năm 1996 của Tổ chức sở hữu trí tuệ thế giới (WIPO). Nó hình sự hóa sản xuất và phổ biến công nghệ, thiết bị hoặc dịch vụ nhằm phá vỡ các biện pháp kiểm soát truy cập vào các tác phẩm có bản quyền (thường được gọi là quản lý quyền kỹ thuật số, tên gốc: digital rights management hoặc DRM). Nó cũng hình sự hóa hành vi phá vỡ sự kiểm soát truy cập, cho dù có vi phạm bản quyền thực sự hay không. Ngoài ra, DMCA nâng cao hình phạt cho hành vi vi phạm bản quyền trên Internet. Được thông qua vào ngày 12 tháng 10 năm 1998, bằng một cuộc bỏ phiếu nhất trí tại Thượng viện Hoa Kỳ và được Tổng thống Bill Clinton ký vào luật ngày 28 tháng 10 năm 1998, DMCA đã sửa đổi Mục 17 của Bộ luật Hoa Kỳ để mở rộng phạm vi bản quyền, đồng thời hạn chế trách nhiệm của các nhà cung cấp dịch vụ trực tuyến đối với vi phạm bản quyền của người dùng của họ.
Đổi mới chính của DMCA trong lĩnh vực bản quyền là miễn trừ trách nhiệm trực tiếp và gián tiếp của các nhà cung cấp dịch vụ Internet và các trung gian khác. Miễn trừ này đã được Liên minh châu Âu thông qua trong Chỉ thị thương mại điện tử năm 2000. Chỉ thị của Hiệp hội Thông tin 2001 đã thực hiện Hiệp ước Bản quyền WIPO năm 1996 tại EU.